# Albiano d'Ivrea
Albiano d'Ivrea (pronuncia Albiàno d'Ivrèa, /alˈbjano diˈvrɛa/; già Albiano; Albian in piemontese) è un comune italiano di 1 626 abitanti della città metropolitana di Torino in Piemonte, che dista circa 53 chilometri a nord-est dal capoluogo.

## Geografia fisica
Sorge sulla riva sinistra del Naviglio di Ivrea, adagiato ai piedi di basse colline parallelo all'enorme cordone morenico sinistro della Serra di Ivrea fino al lago di Viverone, ed è dominato dal Castello Vescovile.

## Storia
Il nome del paese deriva probabilmente da alb, voce gallica che significa altura, o dal toponimo romano albus, bianco. 
Il comune appartenne ai vescovi-conti di Ivrea. Nel secolo XIV, a difesa del borgo, vennero costruiti i ricetti, piccole abitazioni parzialmente fortificate e difendibili che servivano da magazzini e ricoveri in caso di necessità; oggi queste costruzioni conservano ancora alcune tracce dell'antica struttura medievale, nonostante le numerose ristrutturazioni. Fu il centro di numerose battaglie tra Vercelli e Ivrea seguendo poi le sorti di quest'ultima per i secoli successivi.

## Monumenti e luoghi d'interesse

### Architetture religiose

#### Chiesa parrocchiale di San Martino

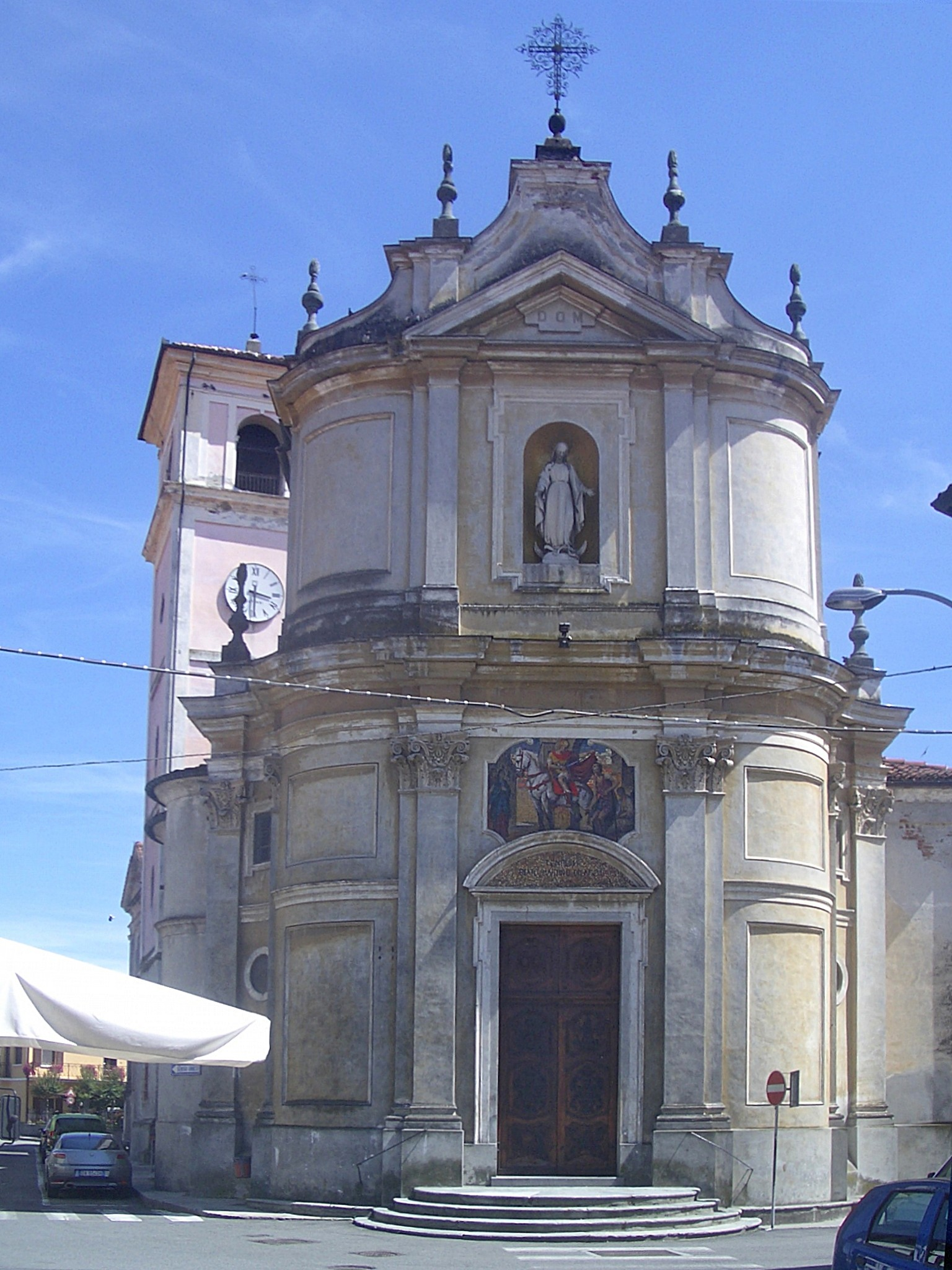
Chiesa parrocchiale di San Martino

La dedicazione della parrocchia di Albiano a san Martino, vescovo di Tours, fu dovuta essenzialmente alla tradizione che vuole il santo vescovo francese passare per questo borgo nel IV secolo, anche se la fondazione della costruzione è posteriore. Sin dall'epoca medievale, la nomina del parroco spettava al vescovo d'Ivrea e sino al 1443 questi estendeva la propria giurisdizione anche sull'abitato di Tina, oggi frazione di Vestignè.
La chiesa, posta in centro al paese, è opera dell'architetto Francesco Martinez da Messina, pronipote del grande Filippo Juvarra, ed è stata eretta tra il 1775 ed il 1780 sullo stesso sito di quella precedente. Il campanile risale invece all'epoca medievale e dispone oggi di cinque campane originali del XVIII secolo al posto delle 7 di un tempo, dal momento che le due mancanti furono requisite dall'esercito francese napoleonico e fuse per contribuire alla produzione di cannoni.

#### Santuario della Madonna della Crosa
Risalente all'epoca barocca, il Santuario della Madonna della Crosa ha una pianta pseudo-ellittica e conserva un pregevole portone intagliato di antica fattura. Il portico frontale è invece un'aggiunta settecentesca.

#### Chiesa dei Santi Rocco e Sebastiano o "Chiesa rossa"
Anticamente utilizzata come cappella del locale lazzaretto nel XVII secolo, si trova sulla strada che porta ad Ivrea ed è particolarmente identificabile per il colore rosso pompeiano delle sue pareti esterne, intervallate da lesene e cornicioni ocra.

### Architetture civili

#### Castello

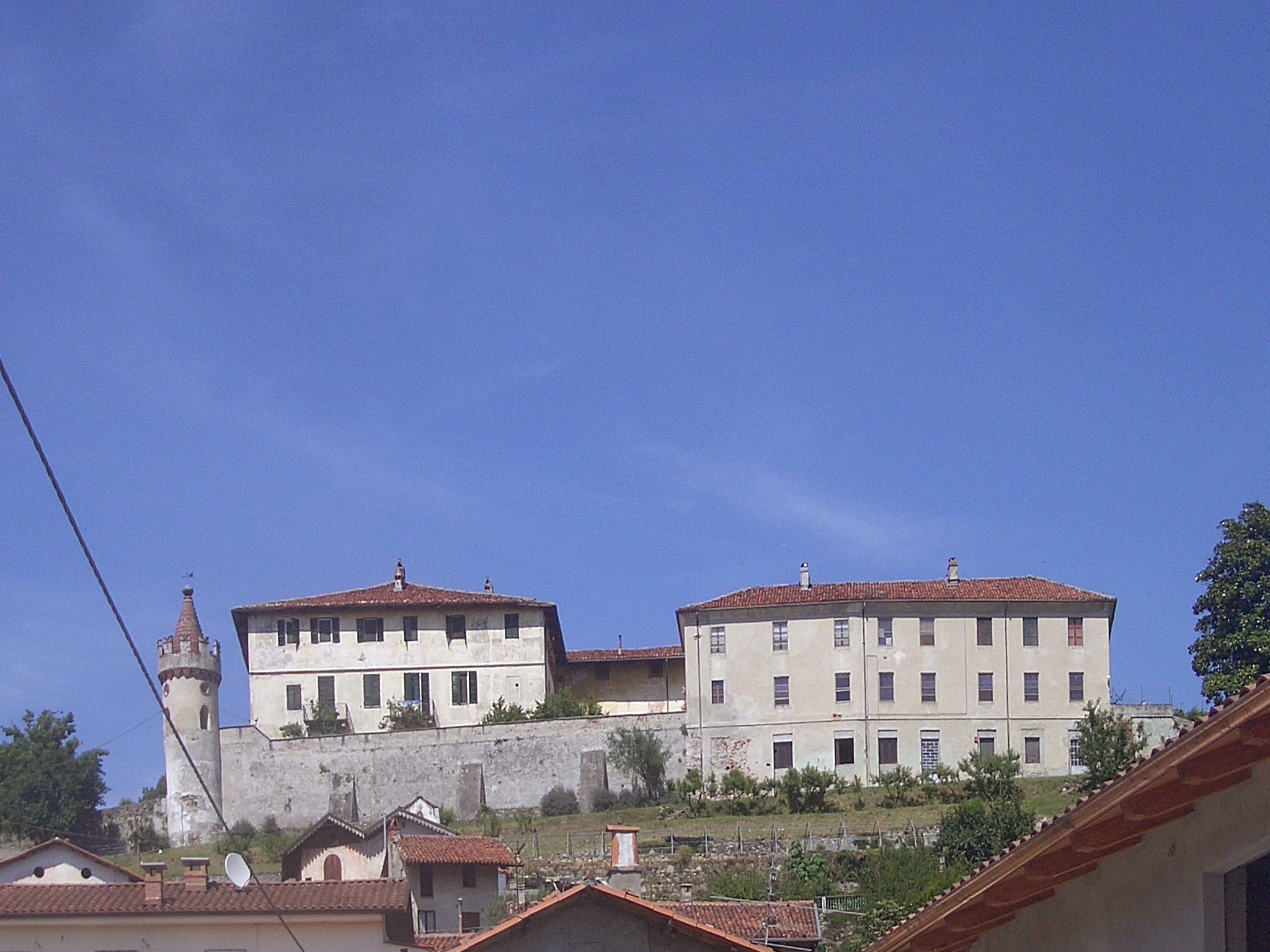
Il castello vescovile

Il castello vescovile di Albiano sorge sulla collina sovrastante il paese ed è stato ricostruito nell'Ottocento sui pochi resti medioevali di un antico castello vescovile.

#### Cascine
Tra i più antichi cascinali della zona si annovera di pregio la cascina Longoria.

## Economia
Grazie ad una fitta rete di canali, principalmente derivata dal Naviglio di Ivrea, favorisce una ottima produzione di foraggi e cereali e l'agricoltura conserva un discreto peso economico.
Esiste un progetto dal 1997 per un'area dedicata all'intrattenimento ed al commercio, denominata "Mediapolis", che avrebbe dovuto essere inaugurato e funzionante a partire dal 2008.
La data di inizio lavori è stata spostata più volte in avanti, tra polemiche e forti contestazioni delle associazioni ambientaliste.
Nell'ottobre 2017 il progetto è stato definitivamente accantonato a causa del fallimento della ditta concessionaria.
Nel luglio 2018 tutti i terreni su cui avrebbe dovuto sorgere il parco sono stati assegnati all'asta giudiziaria ad un imprenditore agricolo.

## Amministrazione

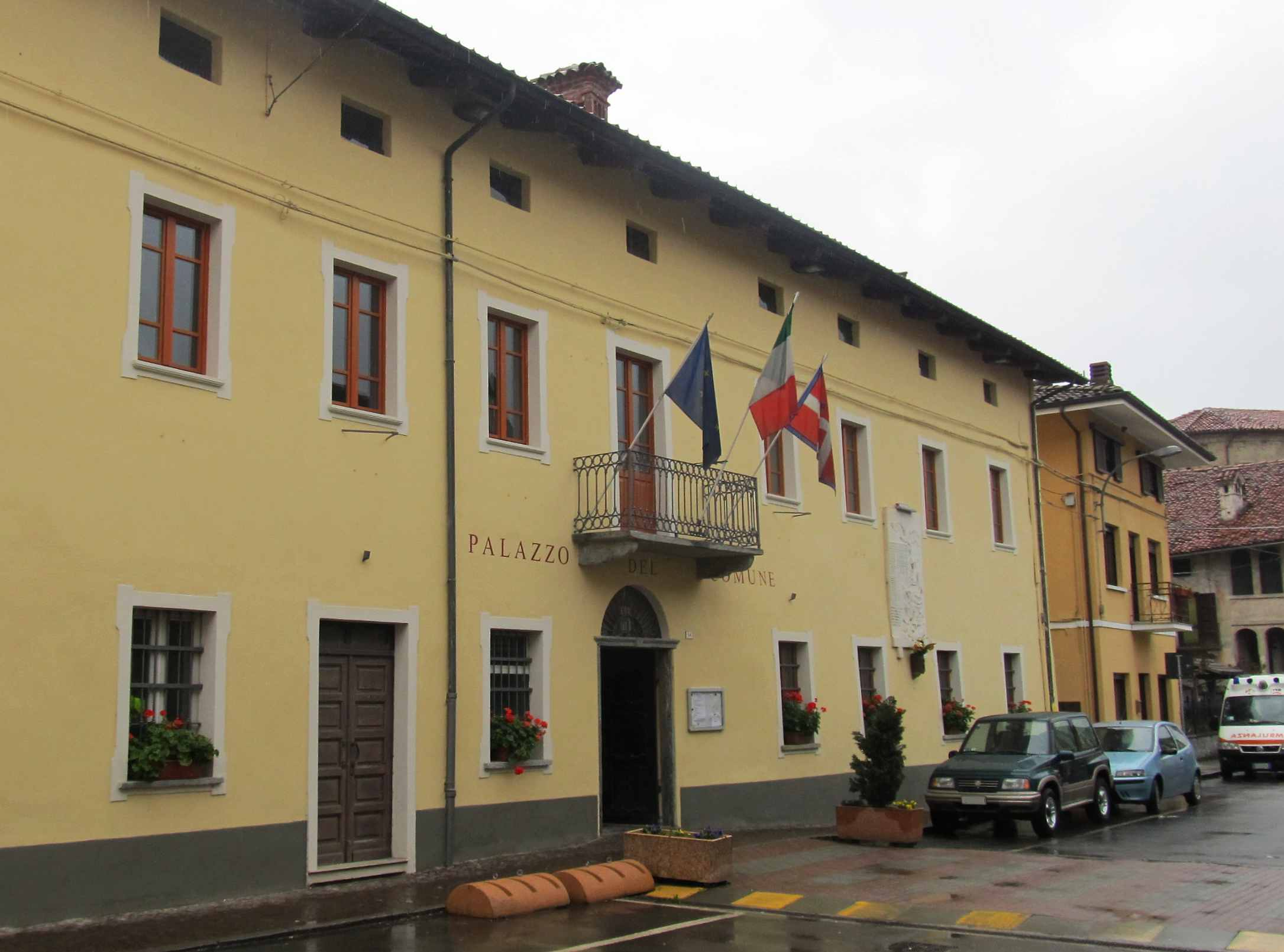
Il municipio

Di seguito è presentata una tabella relativa alle amministrazioni che si sono succedute in questo comune.
| Periodo        | Periodo        | Primo cittadino      | Partito                            | Carica  | Note  |
| -------------- | -------------- | -------------------- | ---------------------------------- | ------- | ----- |
| 18 giugno 1988 | 5 giugno 1993  | Giancarlo Ghilardi   | -                                  | Sindaco | [ 8 ] |
| 11 giugno 1993 | 28 aprile 1997 | Aldo Francesco Gallo | Partito Democratico della Sinistra | Sindaco | [ 8 ] |
| 28 aprile 1997 | 14 maggio 2001 | Gildo Marcelli       | centro-sinistra                    | Sindaco | [ 8 ] |
| 14 maggio 2001 | 30 maggio 2006 | Giancarlo Ghilardi   | centro-sinistra                    | Sindaco | [ 8 ] |
| 30 maggio 2006 | 17 maggio 2011 | Gildo Marcelli       | sinistra                           | Sindaco | [ 8 ] |
| 16 maggio 2011 | 6 giugno 2016  | Gildo Marcelli       | lista civica Insieme per Albiano   | Sindaco | [ 8 ] |
| 6 giugno 2016  | 4 ottobre 2021 | Venerina Tezzon      | lista civica Futuro insieme        | Sindaco | [ 8 ] |
| 4 ottobre 2021 | in carica      | Venerina Tezzon      | lista civica Futuro insieme        | Sindaco | [ 8 ] |

Albiano appartiene, insieme ai vicini comuni di Bollengo, Burolo e Chiaverano, alla comunità collinare della Serra, costituitasi il 31 agosto 2011.

## Società

### Evoluzione demografica
Abitanti censiti

### Etnie e minoranze straniere
Secondo i dati Istat al 31 dicembre 2017, i cittadini stranieri residenti ad Albiano d'Ivrea sono 119, così suddivisi per nazionalità, elencando per le presenze più significative:
1. Romania, 70

## Galleria d'immagini

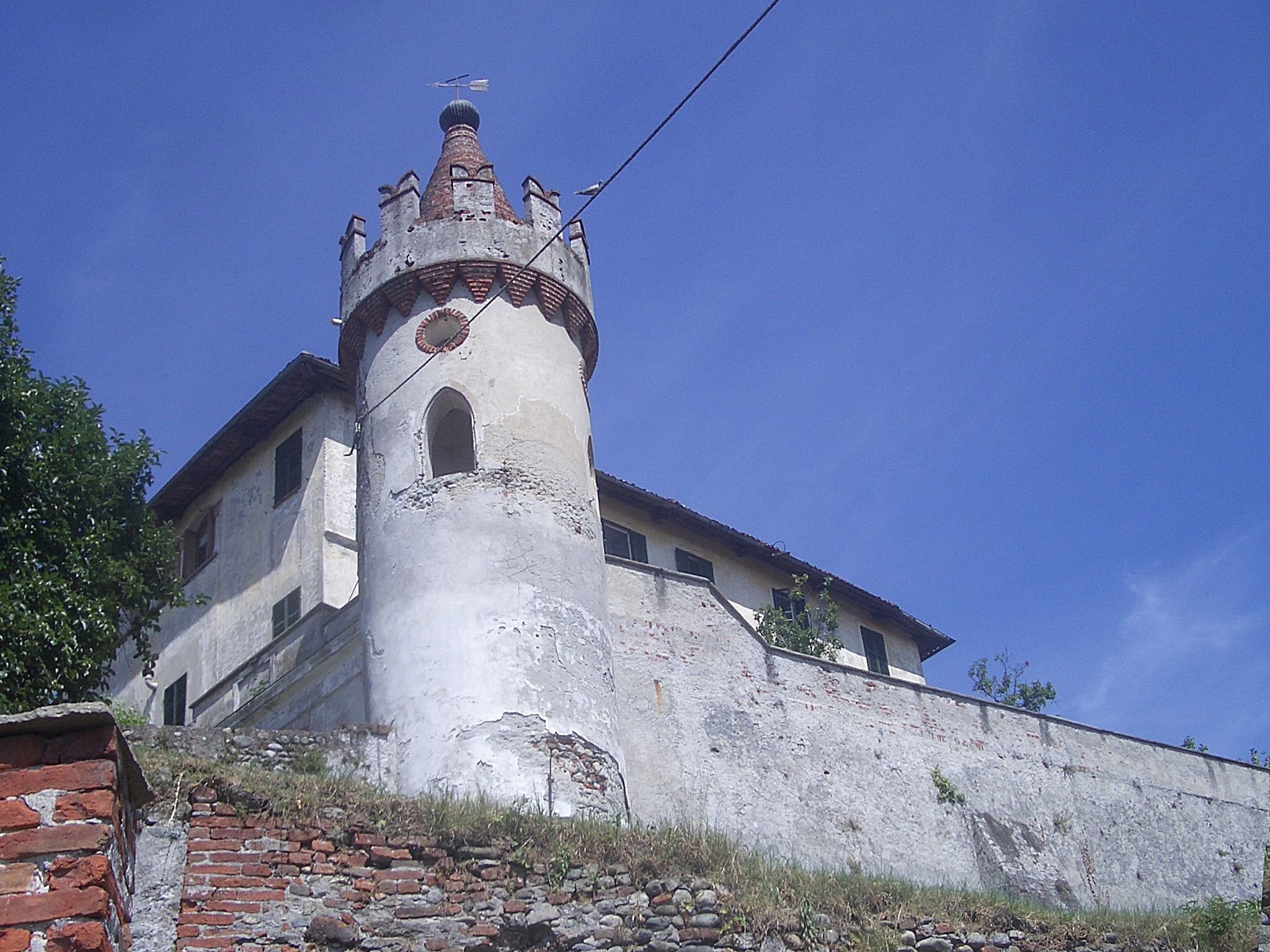
Castello Vescovile
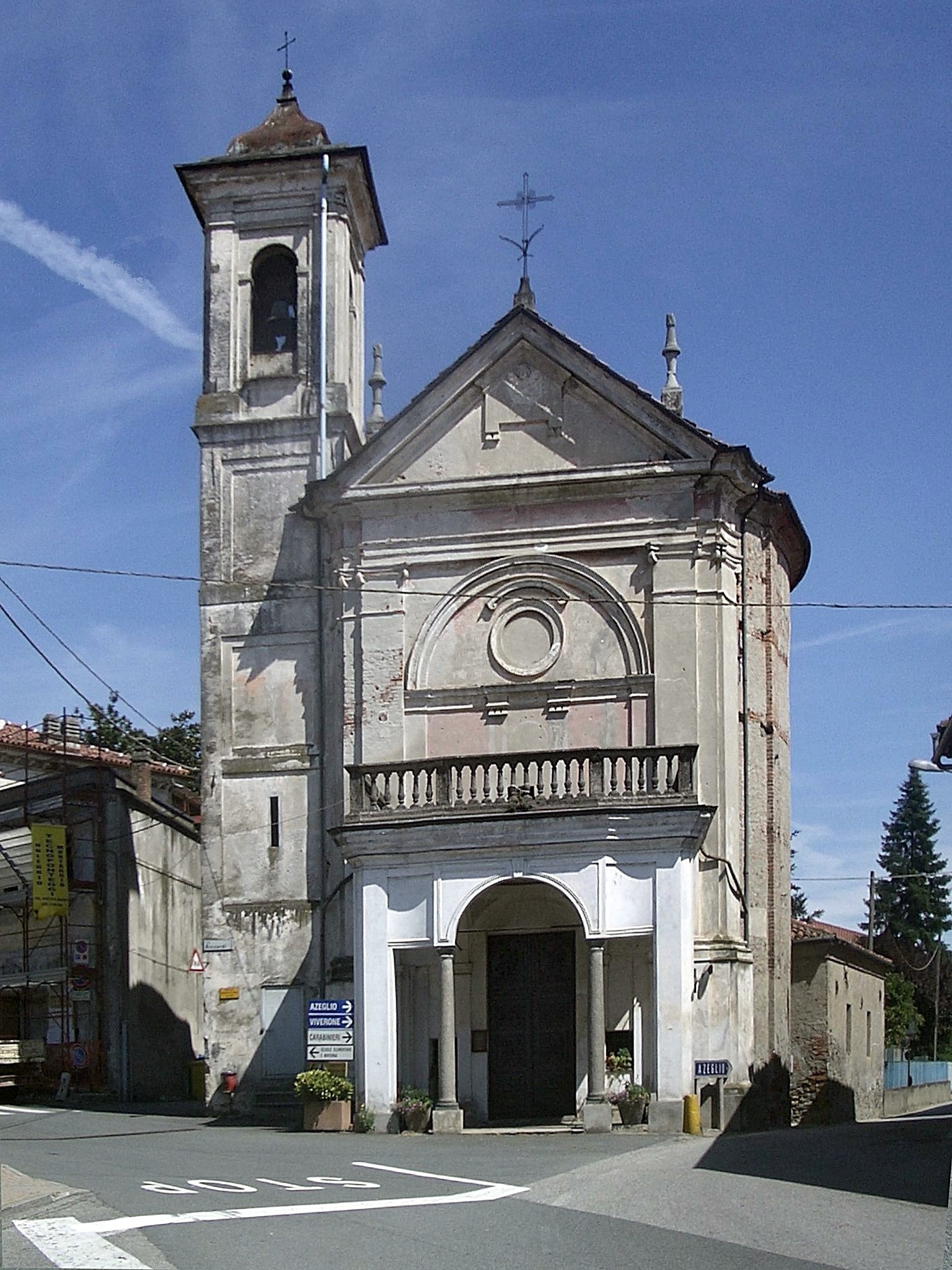
Santuario della Madonna della Crosa